# ARIN
Амерички регистар интернет бројева (енг:American Registry for Internet Numbers) је регионални интернет регистар за Канаду, САД, Карипска острва и Северноатланска острва. АРИН је регистар многих интернет бројева укључујући IPv4 и IPv6 адресе.